# The Flame (diamante)
Il diamante Flame (la Fiamma) è un diamante del peso di 100 carati (20 g), taglio a goccia, incolore, di eccezionale luminosità e purezza interna. Di proprietà del gioielliere londinese Laurence Graff, il suo valore è sconosciuto, ma secondo gli esperti supera quello del Graff Pink, un diamante rosa acquistato dallo stesso Graff nel 2010 per 46 milioni di dollari.
Il diamante grezzo, proveniente da una miniera in Angola, pesava 225 carati. Acquistato da Graff, il suo team di tagliatori ne eliminò le asperità, riducendolo a 160,9 carati. Da esso Graff pensò di poter realizzare un diamante di peso superiore ai 100 carati. Affidò il lavoro al tagliatore Antonio "Nino" Bianco.
Dopo sei mesi di lavoro Bianco ottenne un diamante rifinito di 102,44 carati. Graff lo considerò un capolavoro, ma gli chiese di ottenere un diamante del peso esatto di 100 carati. Dopo sei giorni Bianco consegnò a Graff un diamante del peso di 100,009 carati, che ottenne il certificato "100 carat pear shape D Internally Flawless Diamond" dal Gemological Institute of America. Graff ebbe a dichiarare - "Nino è un grande artista, solo pochissimi tagliatori al mondo hanno la sua abilità".
In maggio 2012 la società di gioielleria "Graff Diamonds" fece il suo ingresso alla Borsa di Hong Kong e il diamante, montato su una collana con molti altri diamanti, è stato mostrato in pubblico come pezzo forte per la presentazione della società.